# Jidong
Jidong är ett härad som lyder under Jixis stad på prefekturnivå i Heilongjiang-provinsen i nordöstra Kina. Det ligger omkring 370 kilometer öster om provinshuvudstaden Harbin.